# رمضان قديروف

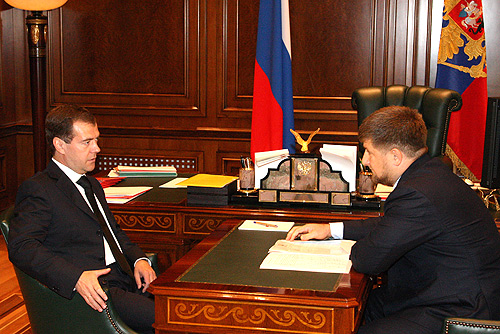
دميتري مدفيدف مع رمضان قديروف،
.

رمضان أحمدوفِيتْش قَدِيروف (بالشيشانية: Къадиргӏеран Ахьмад-Хьаьжин кӏант Рамзан)‏ (بالروسية: Рамза́н Ахма́тович Кады́ров) (بالعربية: رمضان بن أحمد آل قدير) (5 أكتوبر 1976)، هو الرئيس الحالي لجمهورية الشيشان وسابقاً كان من الثوار الشيشانيين.
هو ابن الرئيس الشيشاني السابق أحمد قاديروف الذي اغتيل في أيار 2004. في شباط 2007 حل قاديروف محل علي ألخانوف ليصبح هو الرئيس، وجاء ذلك بعد فترة قصيرة من بلوغه الثلاثين عاماً وهو العمر الأقل الذي يسمح فيه للشخص أن يكون رئيساً في الشيشان.
كان رمضان قاديروف طرفاً في نزاع بينه وبين زعماء في الحكومة الشيشانية سليمان ياماداييف وسيد ماغوميد كاكييف وكان هذا النزاع يتركز حول بسط النفوذ العسكري كما أن رمضان قاديروف كان طرفاً في نزاع مع علي ألخانوف إلا ان هذا كان نزاعاً سياسياً.
تعرض قاديروف لانتقاد كبير من الصحافة الدولية والروسية بسبب خروقات لـحقوق الإنسان في الشيشان.
رمضان قاديروف هو فرد شرف في الأكاديمية الروسية للعلوم الطبيعية وقد أنشأ نادي قتالي أطلق عليه اسم (أخمات) وعلى شرف هذا أقام دورة ألعاب مصارعة حرة سنوية عرفت بأسم كأس رمضان قاديروف وعدلان فاراييف. منذ تشرين الثاني عام 2015 أصبح فرداً في اللجنة الاستشارية لمجلس الدولة في الاتحاد الروسي.

## بداياته
ولد في تسينتاروي وكان الولد الثاني في عائلة اخمات وإيماني قاديروف وكان الولد الأصغر. كان له أخ أكبر منه اسمه زيليمخان (ولد في 1974 وتوفي في 31 أيار 2004) ولديه شقيقتان أكبر منه، زاراغان (1971) وزولاي (1972). في المدرسة كان شخصاً متهوراً. كان قاديروف دائماً يسعى للحصول على تقدير والده الإمام أحمد قاديروف وكان دائماً يحاول تقليد والده. كان شغوفاً بالملاكمة وقد التقى بالملاكم من الوزن الثقيل مايك تايسون. في بدايات 1990 حين تقسم الاتحاد السوفييتي قامت في الشيشان محاولات للاستقلال. خلال الحرب الشيشانية الأولى قاتل رمضان قاديروف إلى جانب والده ضد القوات المسلحة الروسية، وبعد الحرب رمضان أصبح السائق والحارس الشخصي لوالده أحمد قاديروف الذي أصبح المفتي الانفصالي للشيشان.

## قائد ميليشيا
تم تأسيس قوات قاديروفتسي خلال حرب الشيشان الأولى حين أعلن أحمد قاديروف الجهاد ضد روسيا. وفي بداية الحرب الشيشانية الثانية قامت جماعة قاديروف بالانشقاق والانضمام إلى جانب المعسكر الروسي، ومنذ ذلك الحين قاد قاديروف هذه الميليشيا بدعم من خدمات الأمن الفدرالي الروسي (وشمل ذلك بطاقات التعريف الخاصة بالعناصر) وأصبح قاديروف قائداً للأمن الرئاسي الشيشاني. فيما بعد أطلق على هذه الميليشيا اسم قاديروفيتس. انتشرت شائعة كاذبة في 28 نيسان عام 2004 مفادها أن قاديروف قتل بعيار ناري أطلقه عليه أحد مرافقيه.

## نائب رئيس الوزراء

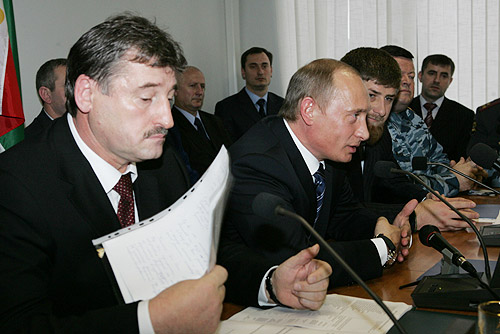

بعد اغتيال والده أحمد قاديروف في 9 أيار 2004 والذي كان رئيس الشيشان آن ذاك، تم تعيين رمضان قاديروف كنائب لرئيس الوزراء لجمهورية الشيشان.
في كانون الثاني عام 2005 تم احتجاز اخته من قبل الشرطة الداغستانية فقام رمضان قاديروف ومعه حوالي 150 رجل مسلح بالتوجه إلى مركز شرطة مدينة خاسافيورت واجبروا رجال الشرطة إلى على الرضوخ لهم تحت تهديد السلاح واخرجوا زولاي قاديروف من السجن.
في آب 2005 صرح رمضان ان «أكبر مسجد في أوروبا» سيتم بناؤه في غروزني في الشيشان وصرح أن «الشيشان هي المكان الأكثر مسالمة في روسيا» وفي غضون بضع سنوات ستصبح «أثرى وأغنى الأماكن في العالم». وصرح أن الحرب قد انتهت بالفعل وأن ما تبقى لا يتجاوز 150 «لصاً» كما وصفهم (يقصد المعارضون له والذين تقول المعلومات أن عددهم كان بين 700 و2000 ثائر) ويعود الفضل في ذلك إلى والده حيث أن 7000 انفصالي شيشاني كانوا قد انضموا للمعسكر الروسي منذ 1999. في سؤال طُرح على قاديروف حول كيف «سينتقم لاغتيال والده» أجاب رمضان:

## القائم بأعمال رئيس الوزراء
بعد حادث سيارة في كانون الأول 2005 تعرض له رئيس الوزراء الشيشاني سيرغي أبراموف حل محله رمضان قاديروف كرئيس وزراء مؤقت وفوراً بدأ بتبني عناصر من الشريعة الإسلامية في القانون مثل تحريم المقامرة والمنتجات الكحولية.
في شباط 2006 وكرد فعل على الرسوم المسيئة للرسول اتهم رمضان الدنماركيين بالتجسس وبكونهم إرهابيين. كما أنه منع المواطنين الدنماركيين من دخول الشيشان، ومنع نشاطات مجلس اللاجئين الدنماركيين، أضخم منظمة غير حكومية عاملة في المنطقة. قال قاديروف: «رسام الكاريكاتور الذي رسم هذه الرسوم يجب حرقه حياً» لكن تم إجبار قاديروف على التراجع عن هذا القرار بضغط من قبل موسكو.

## رئيس الوزراء
في 1 اذار عام 2006، استقال سيرغي أبراموف من منصبه كرئيس لوزراء الشيشان وصرح لوكالة إيتار تاس أنه قام بذلك بشرط أن يتسلم رمضان قاديروف مكانه. تبع ذلك إصدار قاديروف بعد استلامه للمنصب قراراً يجبر النساء على ارتداء الحجاب. كما رفض عرضاً لوضع ميزانية البلاد تحت الحكم الفدرالي مقابل زيادة في الدخل، ودعا إلى عزل كل القوى الفدرالية في البلاد عدا حرس الحدود.
وافق قاديروف أيضاً على إقامة قصر رئاسي بمساحة 120,000 متر مربع بجانب نهر سونزها في غروزني المشروع أيضاً يتضمن بناء فندق بدرجة 5 نجوم ومنشآت استجمامية أخرى. كلفة المشروع التقديرية كانت 1.5 مليار روبل روسي (54 مليون دولار أمريكي). لاحقاً طلب قاديروف إغلاق كل مخيمات اللاجئين المنتشرة في الشيشان قائلاً أن اللاجئين هم «جواسيس دوليون يعملون على رمي خلافات بين روسيا والشيشان ويرمون إلى عدم استقرار الوضع في منطقتنا» كما ذكرت وكالة رويترز أنه قال «حل مخيمات اللاجئين سيسمح لنا بالكشف عن الجواسيس المتخفين الذين يعملون لصالح وكالات استخبارات أجنبية».
في حزيران 2006 المتحدث عن مجلس الشعب الشيشاني دوكفاخا عبد الرحمانوف قال في مؤتمر صحفي في موسكو أنه «لا يوجد بديل لقاديروف ليكون رئيساً للشيشان، قاديروف لديه جوائز في المصارعة، وحقق انجازات متقدمة لجعل الحياة أكثر مسالمة وحقق انجازات في مجال حماية حقوق الإنسان، من يستطيع أن يحل محله بعد ذلك؟ لا أحد». لاحقاً في نفس العام قام ممثل الشيشان في المجلس الفدرالي عمر جابرايلوف استحث دوكفاخا عبد الرحمانوف ليطالب قاديروف بأن يصبح رئيساً للجمهورية بدلاً من آلو الخانوف. في الأسبوع التالي، بعض الصحف الروسية قدمت تقاريرَ حول ان تدهور الوضع الأمني في الشيشان يخفض من احتمال أن يحل قاديروف محل ألو الخانوف. بعض المصادر الإعلامية الأخرى قدمت تقاريرَ حول أن قاديروف كان يستمر في تقوية نفوذه على حساب الخانوف.
في كانون الأول 2006 صرح قاديروف بأنه سيعمل على محاكمة القادة العسكريين الفيدراليين المسؤولين عن مقتل واختفاء مواطنين شيشان. إضافة إلى ذلك قال قاديروف أن الحرب الشيشانية وقعت بمساعدة من القيادة الروسية وليس للشعب الشيشاني يد في ذلك. تعليقات قاديروف هذه عكست عدم رضا حكومته عن بعض الشخصيات في موسكو الذي قيل أنهم حاولوا منع ازدياد نفوذه على حساب الرئيس الشيشاني السابق. في 2006 ورد في بعض البرقيات المسربة لأحد الدبلوماسيين الأمريكيين أن حفل زفاف فاره حضره قاديروف في الإقليم القوقازي الروسي حيث قام بعض الحضور برمي أوراق من فئة 100 دولار على راقصين أطفال، وتضمن الحفل نزهة مائية ليلية في بحر قزوين، وقالت التسريبات أن قاديروف أعطى العروسين 5 كيلو غرامات من الذهب.
في شباط 2007 قال قاديروف أنه لم يكن يطمح ليصبح رئيساً للشيشان، لكنه انتقد الخانوف. وقال قاديروف أيضاً أن الحرب الشيشانية انتهت بشكل كامل وتم حل كل الجماعات المسلحة التي كانت موجودة. الخانوف بدوره انتقد فكرة تمجيد شخص واحد بعينه قاصداً بشكل واضح رمضان قاديروف الذي كانت صوره قد انتشرت في ارجاء غروزني.

## الرئاسة
في شباط 2007 وقع بوتين على مرسوم تنحية الخانوف ليحل محله رمضان قاديروف كرئيس مؤقت. في 2 آذار 2007 وبعد ترشيح بوتين لقاديروف لرئاسة الشيشان البرلمان الشيشاني وافق على الترشيح. وفي الأيام التالية حصلت تغيرات كبيرة من الناحية الإدارية في الجمهورية طالت شخصيات رسمية من المستوي العالي والمتوسط في البلاد. رئيس الوزراء السابق أوديس بايسلطانوف (ابن عم قاديروف) تم ترقيته ليصبح رئيساً للوزراء. يزعم النقاد أن قاديروف يسعى لبناء «عمود القوة الخاص به» في الجمهورية ويسعى إلى وضع تسليم أقاربه مناصب قيادية ومهمة في الدولة.
صحيفة غازيتا الروسية نشرت تقريراً مفاده أن 33% فقط من الروس يعتقدون أن قاديروف يمكن الوثوق به ليكون قائداً للشيشان، في حين أن 35% يعتقدون أنه لا يصلح لذلك. وفي سؤال حول إمكانية قاديروف على تهدئة الوضع في الشيشان وإيقاف إراقة الدماء في الشيشان،31% قالوا نعم و38% قالوا لا.
في 14 اذار 2007, صرح قاديروف أن انتهاك حقوق الإنسان أصبح شيء من الماضي في جمهورية الشيشان، رافضاً الاتهامات الجديدة بعمليات التعذيب والتي اتهمه بها المجلس الأروربي. بعد يومين من ذلك اتهم قاديروف السلطات الفدرالية بتعذيب المعتقلين. في 19 اذار 2007 تعهد قاديروف بوضع حد لكل نشاطات العصابات التي ما تزال قائمة في الشيشان.
في الخامس من نيسان 2007 أدى رمضان قاديروف اليمين الدستوري كرئيس للشيشان.
بعد هجوم بسيارة مفخخة استهدف يونس بك ييفكورف رئيس جمهورية إنغوشيتيا في 22 حزيران 2009, قال قاديروف أن الكرملين طلب منه محاربة المتمردين هناك، ووخلال الزيارات اللاحقة إلى إنغوشيتيا في 24 حزيران تعهد بالانتقام بلا رحمة من الفاعلين.
في أواخر كانون الأول عام 2009 قاديروف قال أن المتمردين الموجودين في البلاد يتم دعمهم مالياً من قبل الغرب، «أنا اصرح بهذا رسمياً: هؤلاء الذين دمروا الاتحاد السوفييتي، هؤلاء الذين يريدون تدمير روسيا الاتحادية، هم من يقف خلف هؤلاء المتمردين» واقترح أيضاً على روسيا أن تهاجم جورجيا وأوكرانيا قائلاً: «أنهم كالمرض بالنسبة لروسيا، لماذا يجب علينا أن نعاني مازال بإمكاننا استئصال هذا المرض؟».

### العمل على توحيد الشعب الشيشاني
ورد في تقرير نشره موقع عقدة القوقاز المهتم بحقوق الإنسان، في 5 شباط 2009, «في سياق لقائاته في غروزني مع رمضان امبوكايف الممثل عن الشتات الشيشاني في أوروبا، دعا رمضان قاديروف أفراد الميليشيات السابقة والذين يعيشون الآن في أوروبا، إلى العودة إلى الوطن»:
«الآن، الوضع في الجمهورية أصبح مستقراً، وهناك نمو اقتصادي ملحوظ، ولا داعي لأن يغادر المواطنون البلاد، أما هؤلاء الذين قد غادروا مسبقاً، بإمكانهم دوماً العودة. سنساعدهم بكل الطرق الممكنة» قال السيد قاديروف. "كل الأمراء والأشخاص الذين كانوا أفراداً سابقين في تشكيلات مسلحة غير شرعية، والذين هم الآن في أوروبا، والذين لم تتلطخ أيديهم بالدماء لديهم خيارين: إما ان يعودوا ويعملوا لصالح وطنهم، أو يبقوا هناك لبقية حياتهم».

## انتعاش الاقتصاد الشيشاني
في 4 اذار 2006، صرح دوخفان عبد الرحمانوف رئيس مجلس الشعب الشيشاني:«إن قاديروف أثبت قدرته على السيطرة على الاقتصاد وليس فقط ركائز القوة في البلاد». وقال أيضاً أنه في شهور قليلة استطاعت الجمهورية تحقيق أهداف أكثر مما تعهدت المؤسسة الاقتصادية الفدرالية بأن تحققه في خمس سنوات منذ إعادة بناء الاقتصاد الشيشاني. عبد الرحمانوف أشار إلى أن إدارة قاديروف قد أتمت إعادة بناء جادتين كبيريتين في غروزني، وأصلحت الطرقات المحلية في المدينة، وتجري بشكل مكثف عمليات إعادة إعمار، وبناء مساجد جديدة، ومراكز رياضية، ومستشفيات.
في 2006 ازداد الإنتاج الصناعي الشيشاني بمقدار 11.9%. وفي 2007 معدل النمو كان 26.4%.
في شباط 2010 رئيس الوفد البريطاني لجماعة حقوق الإنسان لورد جود والذي كان قد صرح سابقاً أنه «يشعر بالحرج بشكل مرير من السلطات الروسية بسبب الوضع في الشيشان»، أشار إلى ان هناك تغير واضح نحو الأفضل في الجمهوريات الشمال قوقازية. جود قال أن التغييرات التي حصلت منذ اخر زيارة للمفوضية في 2000 كانت كبيرة للغاية للدرجة التي ينسى فيها الشخص ما قد حصل هنا في وقت ليس ببعيد.

## محاولة الإغتيال في 2009
وقعت محاولة لاغتيال قاديروف ومعه العضو في البرلمان الشيشاني أدام ديليمخاوف في 23 تشرين الأول عام 2009,
وتم احباطها من قبل الشرطة. وصرح نائب وزير الداخلية الشيشاني رومان إيديلوف أن الشرطة أطلقت النار على سائق مسرعة إلى أن قتل السائق جاء بعد إطلاق عدة عيارات نارية تحذيرية لم يستجب لها السائق، وقع ذلك قبل فترة قصيرة من وصول قاديروف إلى موقع بناء. تم لاحقاً التعرف على سائق السيارة وهو قائد ميليشا يدعى بأمير أوروس مارتان بسلان باشتاييف. أما سيد أيمي خيزيريف والذي لعب دوراً في التخطيط للهجوم فقد قتل على يد الشرطة الروسية في محاولة لاعتقاله في قرية ميشورين في غروزني. خازرييف خطط ولعب دوراً في تفجير محطتين للوقود في غوديرميس في ربيع العام السابق، وشارك أيضاً في هجوم مسلح على نادي رياضي من المدينة.

## محاولة الإغتيال في 2015
قامت الأجهزة الأمنية الشيشانية بإحباط محاولة اغتيال كانت تستهدف رمضان قاديروف حسب خبر بثته قناة غروزني وجاء في الخبر أن مجموعة من 10 أشخاص من مدينة أرغون اشتبه بتدبيرهم عملاً إرهابياً يستهدف رمضان قاديروف وحسب ما نشرته القناة أن الشبان تأثروا بشخص يدعى إلياس حزرييف وهو من المروجين لأيديولوجية تنظيم داعش في الشيشان. التقى رمضان قاديروف الشبان وصفح عنهم ومنحهم فرصة جديدة لتصحيح تصرفاتهم.

## قاديروف وفلاديمير بوتين
رمضان قاديروف هو الرئيس الأقرب إلى الرئيس فلاديمير بوتين ويعتبر واحداً من أكثر الشخصيات قرباً إلى الكرملين. وقد أعلن قاديروف عدة مرات وفي عدة مناسبات أنه يهب حياته دفاعاً عن روسيا وعن الرئيس فلاديمير بوتين وكتب ذلك على صفحته على موقع التواصل الاجتماعي فيسبوك كما صرح قائلاً «إن رئيس الشيشان وجنود الشيشان جميعهم مستعدون للتضحية من أجل الرئيس بوتين من أجل الدفاع عن روسيا» وأكد أنه مستعد للموت من أجل روسيا والرئيس بوتين. وبسبب قوة العلاقة بين فلاديمير بوتين ورمضان قاديروف فقد أُطلق على قاديروف لقب فتى بوتين المدلل.

## قضايا أخرى

### فيديو الساونا
في 12 مارس 2006 تم تسريب مقطع فيديو من قبل الانفصاليين الشيشان يظهر امرأتين وعدد من الرجال في حمام ساونا وأحد هؤلاء الرجال يبدو كأنه رمضان قاديروف، يرقص مع أحد النساء. وحسب ما قاله مراسل الاندبندنت فإن رمضان قاديروف ضحك عندما شاهد الفيديو وكان من الواضح ان الفيديو استفزه.

### الحظر على جائزة سباق ميلبورن للخيول
في 3 نوفمبر 2009 فاز الحصان موريليان والذي يملكه رمضان قاديروف بالمركز الثالث في سباق ميلبورن للخيول لكن السيناتور بوب براون فوراً دعا إلى الحظر على الجائزة المقدرة بـ 380,000$ حتى يتم التأكد أن قاديروف لن يستخدمها لصالح نفوذه الدكتاتوري في الشيشان.

### جرائم الشرف
عام 2009 صرح رمضان قاديروف بموافقته على القتل فيما يتعلق بقضايا الشرف حيث انه يؤمن ان الزوجات ملك لأزواجهن.

### ويكيليكس
في 28 نوفمبر 2010 ظهرت تسريبات ويكيليكيس تبين أن رمضان قاديروف كان حاضراً في عدد كبير من حفلات الزفاف الخاصة بالشخصيات المؤثرة سياسياً في منطقة القوقاز. وفي أحد التسريبات معلومات عن حضور رمضان قاديروف لحفل زفاف حيث تم رمي أوراق نقدية من فئة 100$ على راقصين أطفال وقام قاديروف بإهداء العروسين 5 كيلوغرام من الذهب.

### تشارلي ايبدو
في يناير 2015 قال قاديروف انه سينظم مظاهرات في حال قامت أي صحيفة روسية بنشر الرسوم الكاريكتاورية التي تنشرها تشارلي ايبدو وقال «لن نسمح بإهانة الرسول حتى لو كلفنا ذلك حياتنا»

### تعدد الزوجات
يدعم قاديروف تعدد الزوجات في المجتمعات الإسلامية في الجمهوريات الروسية، وهذا برأيه أفضل من الدخول في عدد كبير من العلاقات الغرامية دون زواج، بالإضافة للمساعدة في حل المشاكل السكانية في روسيا، وإن من يرفض تعدد الزوجات ليس مسلماً.

### تقرير إيليا ياشين
القيادي في المعارضة الروسية إيليا ياشين نشر تقريراً ضد قاديروف بتاريخ 23 فبراير 2016 خلال مؤتمر صحفي. اتهم فيه قاديروف بقتل بوريس نيمتسوف. التقرير كان بعنوان «تهديد للأمن القومي» وأشار إلى أن قاديروف يشكل تهديداً للأمن الروسي وكان يحوي على ادعاءات بالتخريب، وبناء سجون سرية، التلاعب بالأصوات الانتخابية لصالح فلاديمير بوتين، السرقة من ميزانية الدولة للصالح الشخصي، العمل على جعل حكم الشريعة الإسلامية فوق الحكم الروسي، حياة الرفاهية، بناء جيش شخصي مكون من حوالي 30.000 مقاتل، تنفيذ جرائم منظمة، اغتيال صحفيين وناشطين في مجال حقوق الانسان وخصوم سياسيين. واحتوى التقرير ايضاً على 20 سؤال دعا إيليا ياشين قاديروف للإجابة عليها لكن قاديروف رفض. قاديروف قلل من أهمية هذا التقرير قائلاً «ليس إلا ثرثرة» وقام بنشره على حساباته على شبكات التواصل الاجتماعي حتى قبل نشره بشكل رسمي. الناطق الرسمي باسم قاديروف رفع دعوى قضائية لدى المدعي الروسي العام ولجنة التحقيق الروسية ضد ياشين مطالياً باعتقاله بتهمة تشويه سمعة قاديروف وإهانته.

## الحياة الشخصية

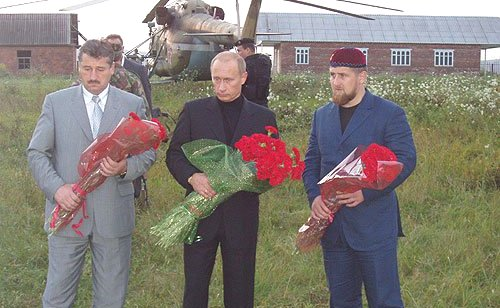
وضع الزهور على قبر أحمد قديروف

في 1996 تزوج قاديروف من مدني موساييفنا قاديروفا (مواليد 7 أيلول 1978) ولديه 9 أولاد 6 فتيات: خُطمة Khtmh (31 كانون الأول 1998), كارينا (17 كانون الأول 2000), هيدي (21 أيلول 2002), تبريكة (31 تموز 2004), عاشوراء (كانون الثاني 2012) وعايشات Eishat (8 تشرين الثاني 2015) - و3 فتيان: أحمد (8 تشرين الثاني 2005 وتم تسميته تيمناً بجده أحمد قاديروف)، زيليمخان (14 كانون الأول 2006)، وآدم (24 تشرين الثاني 2007).
إلى جانبهم فإن قاديروف ومدينة قد تبنيا طفلين في 2007. في 2006 و2007 والدة رمضان، أيماني قاديروفا، تبنت طفلين مراهقين بطلب من قاديروف الذي لم يتمكن من تبنيهما بسبب فرق السن الصغير بينه وبينهم.
رمضان قاديروف يهتم بتجميع السيارات الرياضية. يملك لامبورغيني ريفينتون وهي واحدة من 20 سيارة مماثلة تم تصنيعها. كما أنه مشهور بامتلاكه لتشكيلة واسعة من الخناجر الشيشانية. في 5 تشرين الأول عام 2011، احتفل رمضان بعيد ميلاده الـ35 بطريقة مبهرة بحضور بعض من نجوم هوليوود، من بينهم فان دام والممثلة هيلاري سوانك
وعازفة الكمان البريطانية فانيسا ماي، والمغني سيل وغيرهم العديد. حين سؤل عن مصدر تمويل الاحتفال الذي تم بثه بشكل مباشر على شاشات التلفزة ضحك وقال «أعطانا إياه الرب» ثم أضاف: «لا أدري، أتى من مكان ما».

## روابط خارجية
- رمضان قديروف على موقع IMDb (الإنجليزية)
- رمضان قديروف على موقع الموسوعة البريطانية (الإنجليزية)
- رمضان قديروف على موقع مونزينجر (الألمانية)
- رمضان قديروف على موقع قاعدة بيانات الفيلم (الإنجليزية)